# Foveosculum didymatum
Foveosculum didymatum là một loài tò vò trong họ Ichneumonidae.